# Le Gros-Theil
Le Gros-Theil település Franciaországban, Eure megyében. Lakosainak száma 1023 fő (2018. január 1.).

## Népesség
A település népességének változása:
| Lakosok száma | 501  | 528  | 580  | 925  | 827  | 915  | 1011 | 1377 | 1038 | 1023 |
|               | 1962 | 1968 | 1975 | 1990 | 1999 | 2008 | 2013 | 2016 | 2017 | 2018 |